# Équation de Klein-Gordon
L'équation de Klein-Gordon, parfois également appelée équation de Klein-Gordon-Fock, est une version relativiste de l'équation de Schrödinger décrivant des particules massives de spin nul, sans ou avec charge électrique, établie indépendamment en 1926 par les physiciens Oskar Klein et Walter Gordon. C'est un exemple d'équation aux dérivées partielles dispersive.

## L'équation de Klein-Gordon

### Dérivation
L'équation de Klein-Gordon standard (sans champs électromagnétique) peut être obtenue de plusieurs façons. Une méthode consiste à écrire une formulation covariante de l'équation d'Euler-Lagrange, et une autre consiste à partir de l'invariant relativiste donnant l'énergie d'une particule isolée telle que :
où E est l'énergie totale de la particule, p sa quantité de mouvement, m sa masse propre, et c la célérité de la lumière dans le vide. On applique alors à cette équation énergétique le principe de correspondance de la mécanique quantique : {\displaystyle E\leftrightarrow i\hbar {\frac {\partial }{\partial t}}} et {\displaystyle {\vec {p}}\leftrightarrow -i\hbar {\frac {\partial }{\partial {\vec {x}}}}=-i\hbar {\vec {\nabla }}}. On obtient alors l'équation dite de Klein-Gordon en faisant agir la relation obtenue sur une fonction d'onde:
{\displaystyle -\ \hbar ^{2}\ {\frac {{\partial }^{2}\Psi ({\vec {r}},t)}{{\partial }t^{2}}}\ =\ -\ \hbar ^{2}\ c^{2}\ \nabla ^{2}\ \Psi ({\vec {r}},t)\ +\ m^{2}\ c^{4}\ \Psi ({\vec {r}},t)}
Cette équation se réécrit sous la forme suivante :
{\displaystyle \nabla ^{2}\ \Psi ({\vec {r}},t)\ -\ {\frac {1}{c^{2}}}\ {\frac {{\partial }^{2}\Psi ({\vec {r}},t)}{{\partial }t^{2}}}\ =\ {\frac {m^{2}\ c^{2}}{\hbar ^{2}}}\ \Psi ({\vec {r}},t)}
On peut également utiliser le formalisme relativiste (en unités naturelles soit {\displaystyle \hbar } = 1 et c = 1) :
avec la convention :

### Difficultés d'interprétation
Les solutions de l'équation de Klein-Gordon présentent de sérieuses difficultés d'interprétation dans le cadre de la mécanique quantique originelle, théorie censée décrire une seule particule. Si l'on cherche par exemple à construire une densité de probabilité de présence qui vérifie l'équation relativiste de continuité :
on obtient inévitablement les grandeurs suivantes :
où {\displaystyle {\overline {\Psi }}} est le complexe conjugué de {\displaystyle \Psi }, et {\displaystyle N} est une constante arbitraire. Or, cette densité {\displaystyle \rho } n'est pas positive partout, donc ne peut représenter une densité de probabilité de présence.
Le cadre pertinent pour interpréter cette équation quantique relativiste sans difficultés est la théorie quantique des champs

## De l'équation de Klein-Gordon à l'équation de Dirac
Le fait que la densité {\displaystyle \rho } ne soit pas positive partout provient du fait que cette densité contient une dérivée première par rapport au temps, comme l'a remarqué Dirac en 1928. Ceci est lié au fait que l'équation de Klein-Gordon contient une dérivée temporelle seconde.

### Approche naïve
Pour obtenir une équation relativiste du premier ordre en temps, on peut songer à quantifier directement l'expression :
La procédure de quantification canonique conduit alors à l'équation :
En raison de la présence d'une racine carrée sur l'opérateur aux dérivées partielles spatiales, cette équation semble a priori bien peu commode à résoudre. On sait aujourd'hui donner un sens mathématiquement précis à l'opérateur {\displaystyle {\sqrt {-\,c^{2}\,\hbar ^{2}\,\nabla ^{2}\,+\,m^{2}\,c^{4}\ }}} : c'est un opérateur pseudo-différentiel, qui a notamment la particularité d'être non-local — c'est-à-dire que {\displaystyle {\sqrt {-\,c^{2}\,\hbar ^{2}\,\nabla ^{2}\,+\,m^{2}\,c^{4}\ }}\Phi } dépend des valeurs de {\displaystyle \Phi } ailleurs que sur un voisinage de {\displaystyle {\vec {r}}}[réf. nécessaire].

### L'équation de Dirac
Dirac recherchera alors une autre équation relativiste du premier ordre en temps et en espace. Il commencera par essayer d'établir une relation de dispersion du type :
entre l'énergie, la masse et l'impulsion. Il réussira et, après quantification canonique, obtiendra finalement une équation qui porte aujourd'hui son nom, l'équation de Dirac, et qui décrit très bien les fermions de spin un-demi comme l'électron. Le cadre pertinent pour interpréter cette équation quantique relativiste sans difficultés est encore celui de la théorie quantique des champs.

## Utilisation de l'équation de Klein-Gordon en théorie quantique des champs
Si l'équation de Klein-Gordon ne permet pas de décrire une particule comme l'électron autour du noyau, elle permet de décrire un ensemble de particules de spin 0 dans le cadre de la théorie quantique des champs. L'inconnue Ψ n'est alors plus une fonction d'onde mais un opérateur agissant sur un vecteur d'état appartenant à un espace de Fock. Ce type d'espace décrit l'état d'un système quantique comprenant plusieurs particules dont le nombre peut varier.
La seule particule fondamentale de spin 0 est (en date de septembre 2016) le boson de Higgs. Le champ de Higgs satisfait l'équation de Klein-Gordon.
Il existe des particules composites que l'on peut représenter comme des particules de spin 0 comme les mésons π ou les noyaux de certains atomes comme le carbone 12.

## Aspects historiques

### La querelle des origines
Il est amusant de remarquer que, selon Dirac, Schrödinger aurait d'abord écrit l'équation relativiste dite aujourd'hui de Klein-Gordon, ceci pour tenter de décrire l'électron au sein de l'atome d'hydrogène. En effet, la lecture du premier mémoire de Schrödinger publié en février 1926 montre que celui-ci a déjà essayé une équation d'onde relativiste, mais ce premier mémoire ne contient pas l'équation écrite explicitement. Les prédictions obtenues n'étant pas conformes aux résultats expérimentaux assez précis obtenus par Paschen dès 1916, Schrödinger se serait alors aperçu que c'était l'équation non relativiste — dite aujourd'hui de Schrödinger — qui donnait le bon spectre pour l'hydrogène (après inclusion des effets de spin de façon ad hoc). Schrödinger n'a publié son équation relativiste que dans le quatrième mémoire de 1926.
Entre-temps, plus précisément entre les mois d'avril et septembre 1926, pas moins de cinq autres articles, publiés indépendamment, contenaient l'équation dite aujourd'hui de Klein-Gordon. Les auteurs de ces cinq articles, dont les références figurent dans la bibliographie, sont : Klein, Gordon, Fock, de Donder et van den Dungen, et enfin Kudar.
Enfin, dans son second article de 1926, Fock introduit également la procédure de couplage minimal, décrivant le couplage de la particule massive de charge électrique {\displaystyle e} à un champ électromagnétique externe donné, représenté par un quadri-potentiel {\displaystyle A_{\mu }}.

### Détails techniques

#### Couplage minimal
Pour une charge {\displaystyle e} en présence d'un champ électromagnétique externe donné, représenté par le quadri-potentiel {\displaystyle A_{\mu }}, la prescription de couplage minimal de Fock conduit à substituer à la quadri-impulsion {\displaystyle p_{\mu }} la quantité suivante :
Introduisons explicitement les composantes temporelle et spatiales de la quadri-impulsion :
et du quadri-potentiel :
On obtient alors explicitement :

#### Spectre de l'atome d'hydrogène d'après le couplage minimal
On repart de l'équation de dispersion relativiste d'une particule massive isolée :
On y introduit le couplage minimal de Fock :
ce qui donne explicitement en substituant les composantes :
En présence d'un potentiel Coulombien statique décrivant l'interaction de l'électron avec un proton (supposé infiniment lourd), le potentiel vecteur est nul : {\displaystyle {\vec {A}}=0}, et on a :
On applique la quantification canonique à cette équation classique, qui devient un opérateur aux dérivées partielles :
d'où l'équation dépendant du temps :
On recherche enfin les états stationnaires d'énergie {\displaystyle E} constante sous la forme d'une fonction purement spatiale multipliée par une exponentielle oscillante en temps :
On obtient alors l'équation aux valeurs propres :
Schrödinger fut découragé par le fait que cette équation ne donne pas le spectre correct de l'atome d'hydrogène. On obtient en effet les niveaux d'énergie suivants :
où le nombre quantique principal {\displaystyle n} est un nombre entier strictement positif, le nombre quantique orbital {\displaystyle l} est un nombre entier positif compris entre 0 et {\displaystyle n-1}, et {\displaystyle \alpha } est la constante de structure fine :
Le terme d'ordre {\displaystyle \alpha ^{2}} est correct, mais le terme suivant d'ordre {\displaystyle \alpha ^{4}}, qui décrit la structure fine, n'est pas conforme aux résultats expérimentaux obtenus par Paschen dès 1916. L'expression correcte à cet ordre est en effet :
avec le nombre quantique {\displaystyle j=l+1/2}, le demi supplémentaire étant lié au spin de l'électron, qui n'est pas inclus dans l'équation de Klein-Gordon.

### Mémoires historiques
- Erwin Schrödinger, Mémoires sur la mécanique ondulatoire, Félix Alcan (Paris-1933). Réédité par Jacques Gabay (Paris-1988)  (ISBN 2-87647-048-9).
- Friedrich Paschen, Annalen der Physik (Leipzig) 50 (1916) 901.
- Oskar Klein, Zeitschrift für Physik 37 (1926) 895.
- Walter Gordon, Zeitschrift für Physik 40 (1926) 117.
- Vladimir Fock, Zeitschrift für Physik 38 (1926) 242.
- Théophile de Donder et H. van den Dungen, Comptes-rendus de l'Académie des Sciences (Paris) 183 (1926) 22.
- J. Kudar, Annalen der Physik (Leipzig) 81 (1926) 632.
- Vladimir Fock, Zeitschrift für Physik 39 (1926) 226.

### Synthèses modernes
- (en) Steven Weinberg, The Quantum Theory of Fields - Volume I: Foundations, Cambridge University Press (1995)  (ISBN 0-521-55001-7). Le premier volume d'un traité monumental qui en comporte trois, consacré à la théorie quantique des champs. Steven Weinberg est un expert du domaine, prix Nobel 1979.
- (en) Abraham Pais, Inward Bound - Of Matter & Forces in the Physical World, Oxford University Press (1986)  (ISBN 0-19-851997-4). Écrite par un ancien assistant d'Einstein à Princeton, cette histoire des développements de la physique moderne démarre en 1895 avec la découverte expérimentale des rayons X, et se termine en 1983 lors de la découverte expérimentale au C.E.R.N. des bosons-vecteurs W et Z. L'auteur décrit avec beaucoup de détails l'évolution des idées, indiquant systématiquement les références des publications originales.
- (en) Tian Yu Cao, Conceptual Developments of 20th Century Field Theories, Cambridge University Press (1997)  (ISBN 0-521-63420-2).